# Cupaniopsis kajewskii
Cupaniopsis kajewskii är en kinesträdsväxtart som beskrevs av Merrill & Perry. Cupaniopsis kajewskii ingår i släktet Cupaniopsis och familjen kinesträdsväxter. Inga underarter finns listade i Catalogue of Life.